# Judas und Jesus
Judas und Jesus ist ein US-amerikanischer Bibelfilm aus dem Jahr 2004, in der die Gestalt des Judas Iskariot, verkörpert von Johnathon Schaech und seine Motivation, Jesu von Nazaret (Jonathan Scarfe), zu verraten, im Vordergrund stehen. Regie bei dem fürs Fernsehen gedrehten Film führte Charles Robert Carner.

## Handlung
Der junge Judas muss mit ansehen, wie sein Vater von den Römern gekreuzigt wird. Sein Hass auf Rom beginnt zu keimen. Viele Jahre später ist er bereit, für seinen Glauben an ein freies Israel zu morden. Zu dieser Zeit lernt Judas – der nun Weinhändler geworden ist – den Galiläer Jesus von Nazaret kennen, der ganz Israel in seinen Bann zieht. Judas’ Hoffnungen, Jesus könne die Menschen zum Aufstand führen, scheitert am Pazifismus des Meisters. Judas möchte Jesus zur Offenbarung als politischen Messias zwingen und verrät ihn auch aus diesem Grund für dreißig Silberlinge an die Hohenpriester.
Im Garten Getsemani kommt es zum verhängnisvollen Verrat, der einerseits für Jesus die Passion bis zur gewaltsamen Kreuzigung in Gang setzt, andererseits für Judas mit Suizid endet. Zur selben Zeit als Jesus seinen letzten Atemzug tut, erhängt sich Judas an einem Baum, Bilder von seiner gemeinsamen Zeit mit Jesus ziehen kurz zuvor an ihm vorüber. Als die Jünger ihn später dort finden, durchtrennen sie die Schlinge aus Barmherzigkeit, heben Judas auf die Erde und bestatten ihn betend.

## Produktion

### Produktionsnotizen
Produziert wurde der Film von der Laserpacific Media Corporation in Zusammenarbeit mit der ABC Entertainment Group und den CBS Television Studios. Vertrieben wurde er durch Paramount Home Media. Die Dreharbeiten fanden unter anderem in Ouarzazate in Marokko und in der italienischen Hauptstadt Rom statt.
Das Produktionsbudget lag bei geschätzten 5 Mio. Dollar.

### Darstellungsweise
Der Film interpretiert die biblische Überlieferung vor allem aus gesellschaftlich-politischer Perspektive. Aus der Sicht von Judas und des Statthalters Pontius Pilatus erzählt, erfährt der Zuschauer über die politischen Zustände im von den Römern besetzten Palästina zur Zeit Jesu. Das Drehbuch von Tom Fontana verwendet eine Sprache, als sei das alles im Jahr 1980 passiert, auch der Straßenjargon passt nicht in die damalige Zeit. Das Drehbuch suggeriert, dass die Römer sich verschworen hätten, die Juden dazu zu bringen, Jesus zu verurteilen, weicht dann aber aus, um ein Schuldgefühl der einen oder anderen Seite zu vermeiden. Im Raum steht, dass Pontius Pilatus seine Entscheidung aufgrund einer postkoitalen Laune seiner Frau Claudia getroffen habe.
Der Prozess Jesu und seine Kreuzigung wird in großer Breite mit Bildern dargestellt, die man aus vielen anderen Jesusfilmen kennt. Damit gerät der Film, der sich vom Titel und Untertitel her eine eigene Aufgabe gestellt hat, stark in die Nähe zu herkömmlichen Bibelverfilmungen. Allerdings gerät die Kreuzigung Jesu dann in diesem Film zu einem techniklastigen Vorgang: Rampen werden aufgebaut, Kräne bedient und Seilwinden in Gang gesetzt. Diese Details lenken für längere Zeit eher ab vom eigentlichen Thema, nämlich dem Verhältnis zwischen Judas und Jesus. Politische Motive der damaligen Zeit entsprechen durchaus den Ergebnissen historisch-kritischer Bibelforschung. Pharisäer, Zeloten, Herodes Antipas und die Figur Johannes des Täufers sind als sachgerechtes Umfeld der Handlung entwickelt. Der Film bewegt sich auf weiten Strecken, vor allem im Blick auf die Worte, die Jesus spricht, erstaunlich nahe an der Überlieferung der vier Evangelien des Neuen Testaments.
Ein spezielles Augenmerk gilt der Gruppendynamik, die im Jüngerkreis herrscht. Judas ist – das will die Filmdramatik – schon lange vor seinem Verrat ein Problemjünger. Er hat, im Urteil eines Mitjüngers, „eine schwarze Seele“. Er möchte Jesuswunder vermarkten und versilbern, trägt unterm Kleid ein Schwert und nützt immer wieder seine speziellen Kontakte zur Hauptstadt Jerusalem, seiner Heimat. Er lebt in Konkurrenz zum galiläisch geprägten Simon Petrus und hebt sich überhaupt von den ländlich geprägten anderen Jüngern ab. Dabei ist der Film spekulativ. Die biblische Figur der Maria Magdalena tritt ebenfalls an der Seite Jesu auf und verleiht der Szenerie einen leicht erotischen Touch, weil sie vom Drehbuch her ins Prostituiertenmilieu gestellt wird. Jesus stört sich daran nicht, wie er überhaupt sich „von den alten Männern“, die die Gesetze der mosaischen Religion hüten, nicht irritieren lässt.
Die in den Evangelien überlieferten Heilungswunder und Totenauferweckungen (etwa Lazarus) werden filmisch erstaunlich naiv und ungebrochen zur Darstellung gebracht.

### Veröffentlichung
Am 8. März 2004 hatte der Film im amerikanischen Fernsehen Premiere, am 24. August 2004 wurde er in den USA auf DVD veröffentlicht. In Argentinien feierte er am 22. Dezember 2004 unter dem Titel Judas Videopremiere. In Deutschland wurde er am 10. November 2005 von Paramount (Universal Pictures) auf DVD veröffentlicht. Am 6. April 2007 war er als Erstausstrahlung im Programm von Sat.1 zu sehen.
Veröffentlicht wurde er zudem in Japan, Griechenland, Ungarn und Polen.

## Kritik
Ausstattung des Films, Zeichnung der Charaktere und zum Teil auch die schauspielerische Leistung der Darsteller können kaum überzeugen. Jonathan Scarfe als Jesus beispielsweise porträtiert seine Figur als burschikosen, schüchternen und oft überforderten Menschen. Die Ernsthaftigkeit seiner Rolle kann er so kaum vermitteln. Der Film mag daher eher Zuschauer ansprechen, die mehr Wert auf die gesellschaftlichen Hintergründe der biblischen Texte legen als auf visuelle und schauspielerische Aspekte.
Phil Gallo von Variety war der Ansicht, dass ABCs Version, die die Beziehung zwischen Judas und Jesus erweitert habe, erfunden sei und auch hinsichtlich der Sprache die Zuschauer verdummen wolle, die zur Hauptsendezeit einschalteten. In Bezug auf die biblische Interpretation werde wenig geboten, auch darin unterscheide sich der Film deutlich von Mel Gibsons gerade erst erschienenem Monumentalfilm Die Passion Christi. Mit Jonathan Scarfe gebe man Jesus das Aussehen eines Surfer-Boys und Johnathon Schaech spiele einen Judas, der kaum Bedenken kenne und letztlich seelenlos sei. Er gebe Judas eine bedrohliche Stärke, könne jedoch die inneren Konflikte, die das Drehbuch im Überfluss suggeriere, niemals wirklich glaubhaft machen. Scarfe habe wenig Majestätisches oder Charisma, sodass es schwer sei herauszufinden, warum er so viele Anhänger um sich habe scharen können.
TV Spielfilm zeigte mit dem Daumen nach oben, gab für Anspruch, Action und Spannung jeweils einen von drei möglichen Punkten und zog das Fazit: „Mutiges Gegenstück zu Mel Gibsons Blutspektakel ‚Die Passion Christi‘.“
Eine Rezension von auf der Seite moviessansfrontiers empfahl den Film nur denjenigen, die den Mut hätten, einen anderen Standpunkt zu akzeptieren. Ein bemerkenswerter Film sei dies, weil er mindestens zwei Jahre vor der Ausgrabung des Judasevangeliums in Ägypten gemacht worden sei, und weil historisch anerkannt sei, dass die vier Evangelien des Neuen Testaments nicht die einzigen Evangelien seien. Das Bemerkenswerte an dem Film sei zudem der Versuch, die bekannten Tatsachen eine gewählten Jüngers Christi neu zu bewerten – der offensichtlich einen Judas brauchte, der ihn verriet, um am Kreuz zu sterben und seinen sterblichen Körper zu verlassen.
Auf der Seite letterboxd.com hieß es, die an sich lobenswerte Idee, die Geschichte von Jesus vom Standpunkt Judas Iskariots aus zu erzählen, sei durch die Grenzen, die eine Fernsehproduktion aufzeige, gestört und könne daher kaum mit neuen Einsichten überzeugen.